# Waterloo & City line
La Waterloo & City line (en français : « ligne Waterloo et Cité ») est la plus courte ligne du métro de Londres. Inaugurée le 11 juillet 1898, elle comporte seulement deux stations, Waterloo et Bank, entre lesquelles elle passe sous la Tamise.
La ligne sert presque uniquement aux usagers effectuant quotidiennement la navette entre la gare de Waterloo et le quartier financier de la City, si bien qu'elle ne fonctionne pas le dimanche. Son parcours n'est long que de 2,37 km et le trajet dure quatre minutes. Elle est exploitée avec des rames de type 1992 Stock. Sa fréquentation annuelle s'élève à 16 millions de voyageurs.

## Histoire

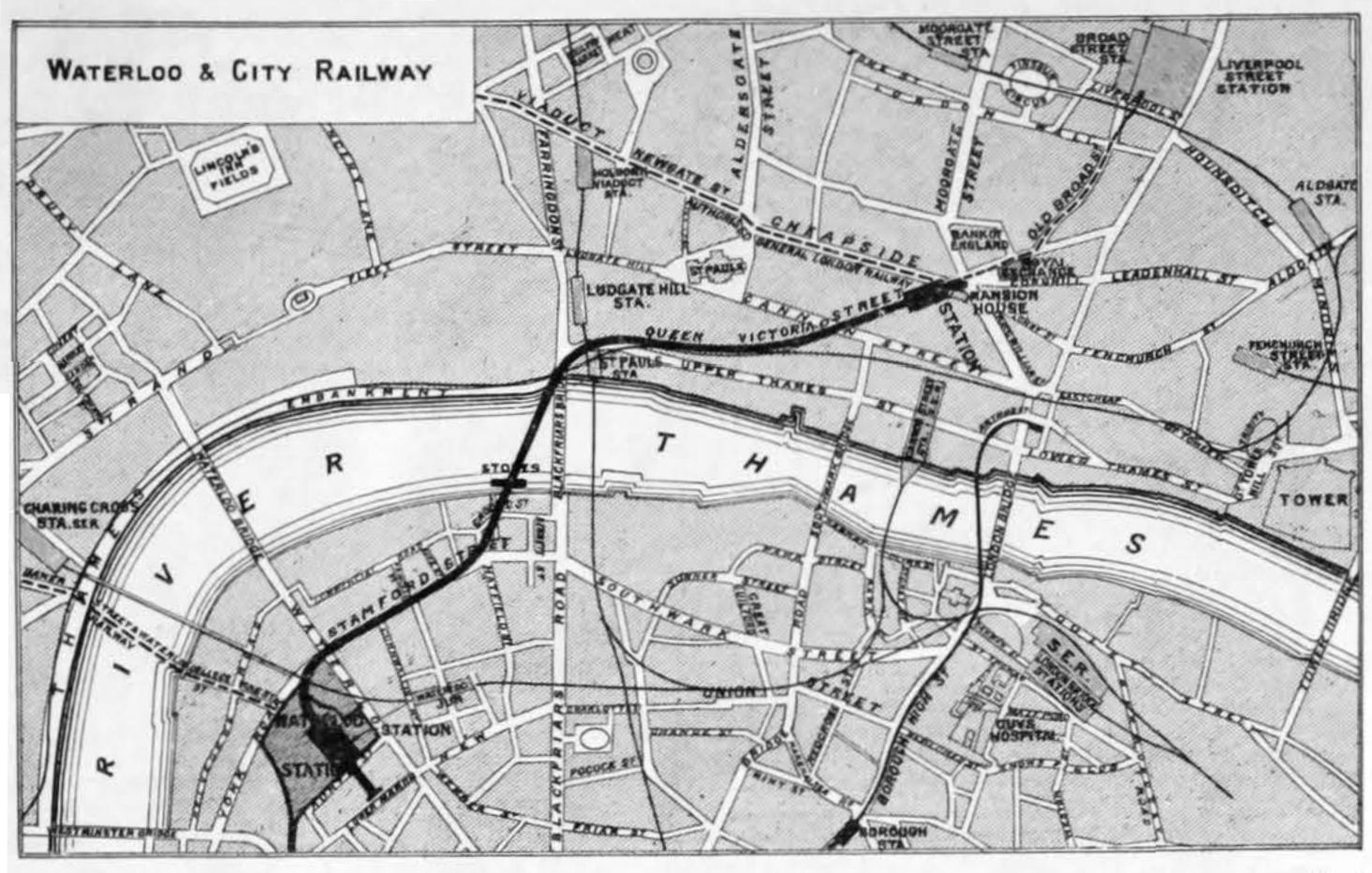
Carte datant de 1895 et indiquant l'emplacement de la ligne dans le centre de Londres, sous le nom de Waterloo & City Railway.

La ligne est conçue par W. R. Galbraith et James Henry Greathead comme une extension de la London & South Western Railway, pour permettre aux usagers aboutissant à la gare de Waterloo de continuer leur trajet jusqu'à la City. Depuis 1846, il était interdit de construire des chemins de fer en surface dans le centre  de Londres : la ligne dut donc passer sous la Tamise, au lieu de par-dessus. Inaugurée le 11 juillet 1898, elle est la seconde ligne de métro en souterrain profond construite à Londres.
À l'origine incluse dans la London and South Western Railway, elle intègre la Southern Railway en 1923. Elle est ensuite nationalisée avec le réseau principal en 1948. Sa tarification est intégrée à celle du réseau national : les passagers pouvaient acheter des tickets pour Bank dans les gares du réseau principal. Elle intègre le réseau du métro de Londres en 1994, vendue pour une livre symbolique.
La Waterloo & City line est connue familièrement sous le nom de The Drain, ce qui signifie « l'égout ». Bien que l'origine de ce surnom ne soit pas certaine, il y a trois grandes théories : certains pensent que cela vient de l'odeur des terrains marécageux sur lesquels Waterloo est construite, d'autres pensent que cela est dû à la forme circulaire des tunnels à grande profondeur, surnommés tubes sur les autres lignes. D'autres enfin suggèrent que la représentation de la ligne sur le plan du métro fait penser à un égout partant de la City. Cependant, cela est plus probablement à cause des initiales de la ligne (W.C.), renvoyant au terme water closet, qui désigne des toilettes.

## Matériel roulant

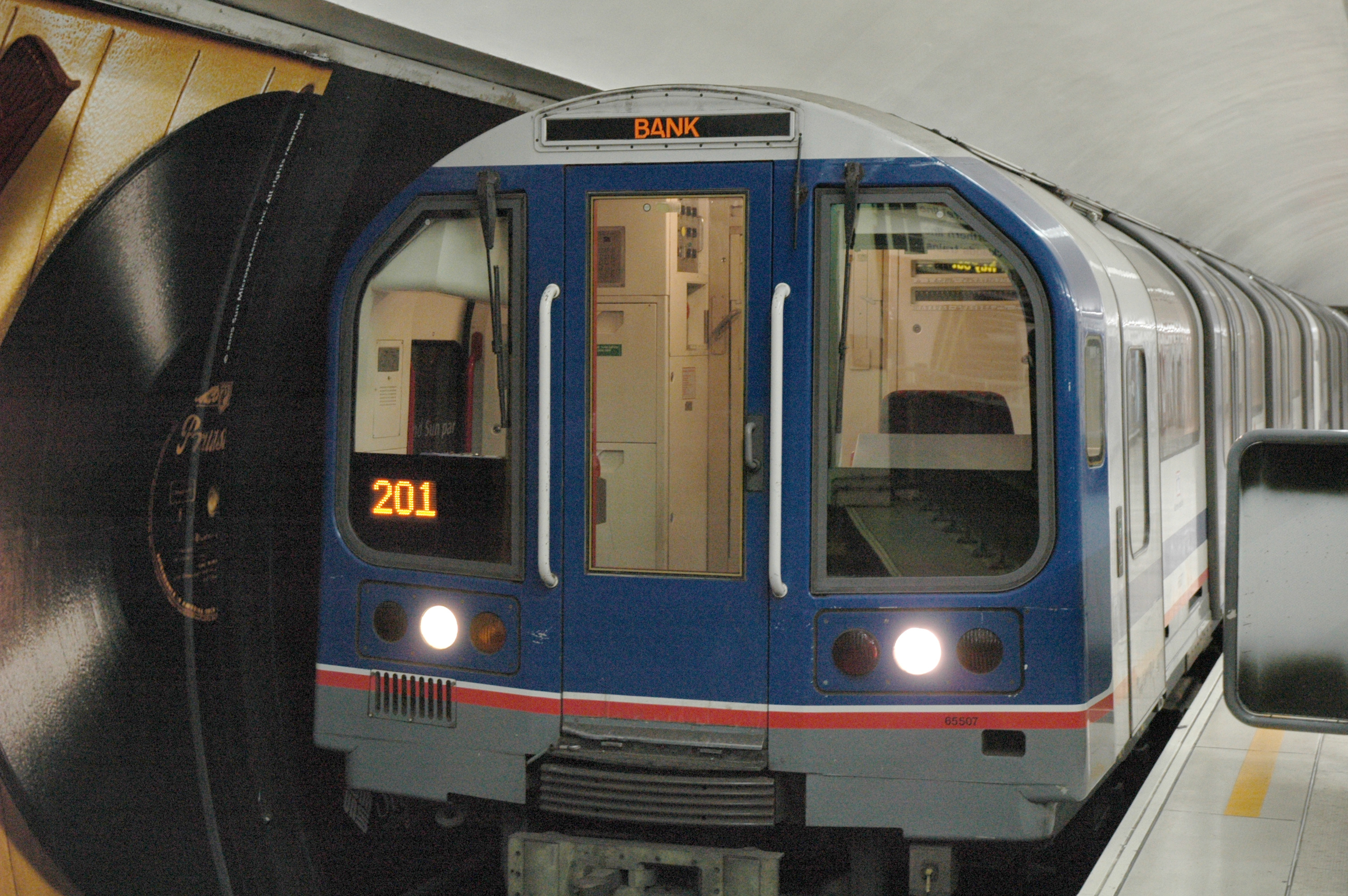
Une rame de type 1992 stock modifié à la station Bank sur la Waterloo and City Line.

La ligne a seulement eu trois types de matériel roulant durant son existence. Le matériel d’origine en service sur la ligne depuis son ouverture en 1898 a roulé jusqu'à son remplacement en 1940 par de nouvelles rames électriques, qui ont été classées Class 487 dans le système TOPS. Ce nouveau matériel a roulé pendant 53 ans jusqu’à son remplacement par des Class 482, qui sont pratiquement identiques au 1992 Stock en service sur la Central Line. Depuis son introduction, le matériel de la Waterloo & City s’est différencié notablement de celui de la Central Line du fait de nombreuses modifications, qui rendent les deux types incompatibles.
Au lieu de la livrée standard rouge, blanche et bleue de London Underground, le matériel de la Waterloo & City porte toujours la livrée British Rail Network SouthEast qui date de sa livraison. Il y a toujours d’autres traces de marquages BR aux alentours des deux stations, bien que la ligne fasse partie de London Underground depuis plus de 10 ans.
En janvier 2003, la Waterloo & City Line a été fermée pendant plus de trois semaines pour des vérifications de sécurité, à cause d’un déraillement grave sur la Central Line, ce qui a impliqué la modification de toutes les rames de type 1992 Stock. La même année, la responsabilité de la maintenance de la ligne a été donnée au consortium Metronet sous la forme d’un accord de partenariat public-privé.
En avril 2006, la ligne a été fermée pendant 5 mois pour une reprise totale du matériel. Cette fermeture a compris la remise en peinture des rames de type 1992 Stock dans la livrée officielle London Underground.
Du fait de sa fermeture le dimanche, la Waterloo & City Line est devenue un lieu de tournage pratique et régulier pour des films. Elle peut être vue dans le film Sliding Doors de 1998 avec Gwyneth Paltrow, ainsi que l’adaptation de 1984 par la BBC de The Tripods, où elle est maquillée en station Porte de la Chapelle du métro de Paris.

### Transport des rames

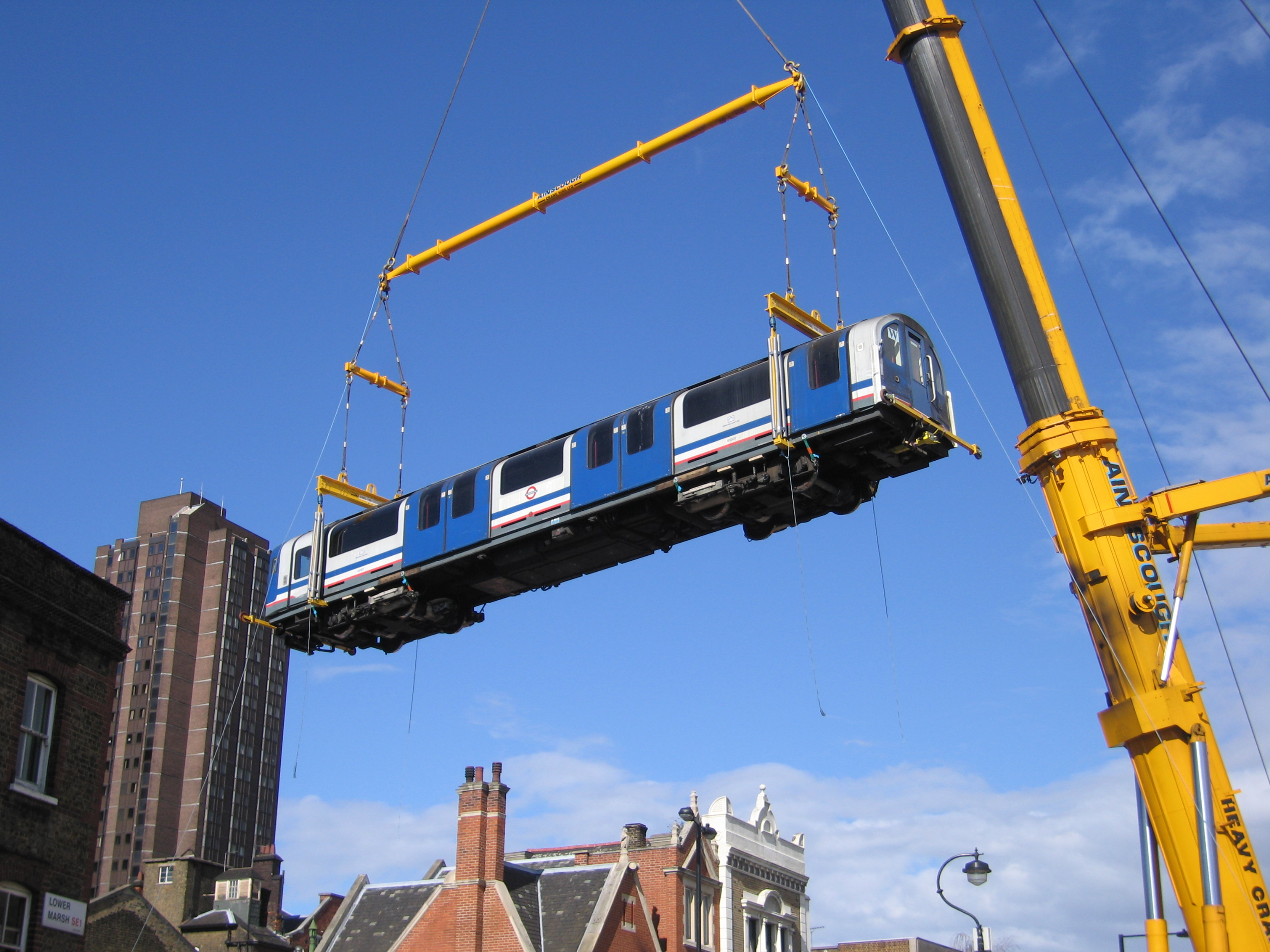
Grue à l'extérieur de la gare de Waterloo hissant une rame de la ligne, en 2006, afin de procéder à la rénovation du matériel roulant.

Une particularité de la Waterloo & City line est d'être souterraine sur toute sa longueur (cas unique parmi les lignes du métro de Londres, bien que la seule partie aérienne de la Victoria line soit la jonction au dépôt). Cela présente des difficultés considérables pour transporter les rames sur la ligne. Avant la construction du terminal de Waterloo International en 1990, les rames étaient hissées verticalement, une caisse à la fois, grâce à un ascenseur Armstrong à l’extérieur du portail nord de la gare principale de Waterloo. Ceci est maintenant réalisé à l'aide d’une grue routière dans un puits près du dépôt au sud de la gare.
Lorsque la ligne avait sa propre centrale électrique, le charbon y était descendu depuis la gare de Waterloo par un second ascenseur, plus petit (connu sous le nom de Abbotts Lift), ce qui explique la présence (encore aujourd'hui) d’une plaque tournante au dépôt de Waterloo. L'amorce du tunnel latéral qui mène à l'ascenseur Armstrong est visible sur la gauche juste après avoir quitté la station Waterloo en direction de Bank.

## Stations
- Bank, ouverte le 8 août, 1898 ;
- Waterloo, ouverte le 8 août 1898.

La ligne est fermée à plusieurs occasions pour des réparations et révisions des rames, en particulier du 31 mars au 5 avril 1994.

## Rénovation
Entre avril et septembre 2006 la ligne a été fermée pour des travaux de rénovation. En même temps que la remise en peinture et le nettoyage des rames, ces travaux comprenaient aussi la rénovation des tunnels, des quais et du dépôt mais aussi l’amélioration de la voie et des systèmes de signalisation. Ces travaux (et d’autres prévus en 2007) ont permis d’augmenter de 25 % la capacité en heures de pointe pour un coût de plusieurs dizaines de millions de livres sterling. Quatre nouvelles locomotives de 75 CV à batteries (prénommées Walter, Lou, Anne et Kitty) ont été fabriquées par Clayton Equipment à Derby pour transporter les matériels et outillages le long de la ligne pendant les travaux.
Après ces modifications, Metronet prévoyait, avant sa faillite, de moderniser une des stations, un escalier mobile et un ascenseur pour 2011.